# Грузино-добровольческий конфликт
Грузино-добровольческий конфликт — военно-политический конфликт между Добровольческой армией (затем ВСЮР) и Грузинской Демократической республикой в сентябре 1918 — начале 1920 года.

## Первые контакты добровольцев с Грузией
Преследуя Таманскую армию, добровольцы узнали, что в районе Туапсе стоят грузинские части генерала Г. И. Мазниева, при которых находятся шесть сотен кубанцев. Генерал М. В. Алексеев направил грузинам продовольствие, в котором они испытывали нехватку, а 29 августа послал грузинскому правительству письмо, в котором выражал надежду на союз и сотрудничество, и предлагал наладить обмен продовольствия на оружие и боеприпасы. Между тем таманцы выбили Мазниева из Туапсе, и 8 сентября конный полк добровольцев занял город. По другим сведениям, передовые части отряда А. П. Колосовского подошли к Туапсе только 13 сентября, и к тому времени город вновь был занят грузинами.
Мазниев уступил добровольцам северную часть Туапсе. Боеспособность грузинских войск, уже разбитых таманцами при штурме города, была, по мнению белых, настолько низкой, что слабый отряд Колосовского мог бы без труда занять юг Черноморской губернии. Враждебных действий, однако, было решено не предпринимать, поскольку обзаводиться новым врагом добровольцам было ни к чему. Грузинские солдаты, в массе своей, против русских сражаться также не желали, а к службе относились настолько беспечно, что как-то ночью артиллеристы-марковцы похитили у них два орудия и зарядные ящики. А через несколько дней генерал Мазниев, под предлогом развала своих частей, передал русским бронепоезд, получивший название «Витязь».
Сотрудничества не получилось. Грузия заняла враждебную белым позицию. Генерал Мазниев был отозван, как человек пророссийской ориентации, и заменен генералом Кониевым. Грузинские войска были отведены на 30 километров от Туапсе, и образовали фронт, к которому были стянуты части народной гвардии (до 3 тыс. при 18 орудиях). На побережье у Сочи, Дагомыса и Адлера грузины начали возводить укрепления, а в последних двух пунктах даже высадился небольшой немецкий десант.
Помимо дискриминации русского населения и других национальных меньшинств в самой Грузии, Деникин обвинял грузинские власти в разграблении Сочинского округа (в состав которого до конца 1917 входил и Гагрский участок).

В сочинском округе грузины, по-видимому, не особенно надеялись удержаться, а потому с первых же дней оккупации приступили к разорению его, отправляя все, что возможно, в Грузию. Так была разграблена Туапсинская железная дорога, причём увозились рельсы, крестовины, материалы, даже больничный инвентарь; распродано с аукциона многомиллионное оборудование Гагринской климатической станции, разрушено лесопромышленное дело в Гаграх; уведен племенной скот, разорены культурные имения и т. д. Все это делалось не в порядке «обычаев гражданской войны», а в результате планомерной тифлисской политики.— Деникин, т. 3, с. 82

## Переговоры в Екатеринодаре
По приглашению добровольческого командования грузинское правительство направило в Екатеринодар делегацию во главе с министром иностранных дел Е. П. Гегечкори, которого сопровождал Мазниев. 25—26 сентября состоялись переговоры с грузинами при участии представителей кубанского правительства и рады.
Добровольческую армию представляли Алексеев, Деникин, А. М. Драгомиров, А. С. Лукомский, И. П. Романовский, В. А. Степанов и В. В. Шульгин, начавший в Екатеринодаре издавать газету «Великая Россия». Со стороны Кубанского правительства в переговорах участвовали атаман А. П. Филимонов, глава правительства Л. Л. Быч и Н. И. Воробьев, член правительства по делам здравоохранения.
Важнейшим вопросом была судьба военного имущества бывшего Кавказского фронта. Основные склады располагались на грузинской территории и добровольцы рассчитывали получить вооружение и боеприпасы если и не безвозмездно, в виде союзнической помощи, то хотя бы в обмен на продовольствие.
Другой проблемой был Сочинский округ, оккупированный грузинскими войсками. Добровольцы требовали очистить эту территорию, на которую Грузия не имела никакого права. По сведениям Деникина, из 50 сел этого округа 36 были русскими, 13 — со смешанным населением, и только одно грузинское. Грузины составляли всего 10,8 % населения. Был также поднят вопрос и об Абхазии, которая, по мнению белых, была насильственно присоединена к Грузии, но никаких требований на её счёт предъявлено не было. Деникин и Алексеев давали грузинам понять, что если те оставят Сочинский округ, то на Сухумский Добровольческая армия претендовать не будет.
Гегечкори заявил в ответ, что, по его сведениям, в Сочинском округе грузины составляют 22 % населения, а в ходе начавшегося затем жаркого спора заявил, что Добровольческая армия не может представлять интересы русского населения, так как является частной организацией. На это ему было сказано, что независимой Грузии было бы лучше заниматься своими внутренними проблемами и не вмешиваться в дела русских, которые сами решат, какие у них организации частные, а какие нет. Напоследок грузинскому представителю ещё раз напомнили о существовании абхазского вопроса.
Кубанский представитель Быч не поддержал добровольцев на переговорах, и вскоре выяснилось, почему. Одновременно с официальными переговорами кубанцы заключили с Грузией тайное соглашение, о котором Быч рассказал 24 ноября на заседании Рады. По его словам, грузины пообещали передать Сочинский округ Кубани.
Обосновавшаяся в Сочи революционная демократия была с этим несогласна. Признавая, что округ экономически тяготеет к Кубани, «Сочинский объединённый совет демократических партий» тем не менее отказался входить в её состав, не желая оказываться под властью военной диктатуры. 1 октября он постановил, что грузинское правительство должно немедленно особым декретом временно присоединить округ к своей республике, а также упомянутое правительство должно установить товарообмен с Кубанью, чтобы обеспечить население продовольствием.
Деникин по этому поводу ехидно заметил:

Итак, «свободы» — грузинские, а хлеб — русский.
После провала переговоров Деникин закрыл границу с Грузией.
По мнению белых генералов, враждебная позиция Грузии была следствием её зависимости от Германии.

## Сочинский конфликт
Деникинские войска встали южнее Туапсе, заняв передовыми частями (батальон кубанских стрелков и взвод 1-й батареи марковцев) село Лазаревское. Против них у станции Лоо стояли грузинские войска генерала Кониева. Белые опасались столкновения с немецкими войсками, а потому некоторое время в Сочинском округе сохранялось положение «ни мира, ни войны». Продолжалось разграбление округа грузинами и притеснения русского и армянского населения. Блокада и натуральный налог, введённый грузинами, усилили начавшийся в округе голод. Жители округа направляли добровольцам послания и депутации с просьбой освободить их от грузинской оккупации. При этом меньшевики и эсеры продолжали поддерживать Грузию.

### Наступление белых
22 декабря из-за начавшейся грузино-армянской войны начался отвод грузинских войск из Сочинского округа. Деникин воспользовался ситуацией и приказал своим частям, не вступая в бой с грузинами, занимать оставляемые ими территории. 29 декабря грузины оставили станцию Лоо, которую тотчас заняли добровольцы. Затем отступление грузин приостановилось и в течение месяца стороны занимали позиции на реке Лоо.
22 января Деникин получил от командующего английскими силами на Кавказе генерала Форестье-Уокера сообщение с требованием остановить продвижение в сочинском округе до получения согласия британского командования. 27 января Деникин направил протест британскому командующему на Балканах и Чёрном море генералу Дж. Милну.
Тем временем в прифронтовом и адлерском районе началось армянское восстание. Грузинское правительство 31 января приняло решение о карательной экспедиции. Несколько дней грузины при помощи артиллерии громили восставшие армянские села. Армяне обратились за помощью к Деникину и тот приказал войскам занять Сочинский округ. Командующий войсками в Черноморье генерал М. Я. Бурневич предъявил Кониеву ультиматум с требованием сдать оружие и боеприпасы. 6 февраля белые с боем перешли реку Лоо и заняли Сочи, а затем за четыре дня заняли весь округ, дойдя до реки Бзыбь. Генерал Кониев и его начальник штаба были взяты в плен, в Сочи было интернировано 43 офицера и 700 солдат, которых затем отправили в Грузию. В ответ в Грузии усилили репрессии против русских.
Наступление белых вызвало восстания абхазов и армян в Сухумском округе. Их представители вновь просили помощи у Деникина. 14 февраля тот направил Милну и Уокеру телеграмму с предложением объявить Сухумский округ нейтральным, вывести оттуда грузинские войска и администрацию, и передать функции управления и поддержания порядка абхазским формированиям.
Англичане, выступившие в поддержку Грузии, пытались оказать давление на Деникина, в ультимативной форме потребовав очищения Сочинского округа, угрожая в противном случае прекратить военные поставки, но получили решительный отказ. Дальнейшие переговоры ни к чему не привели, и британцам пришлось ограничиться вводом роты солдат в Гагру. Эта часть стала на реке Бзыби, разделив противоборствующие стороны, с которых было взято обещание не переходить реку.

### Наступление грузин
Весной 1919 года Деникин перебросил большую часть войск с грузинского фронта на более важные направления. Англичане дали ему официальные заверения, что не допустят переправы грузин через Бзыбь. Тем не менее, к началу апреля грузины сосредоточили за Бзыбью 5 — 6 тыс. человек и 20 орудий, готовясь к наступлению.
При поддержке Грузии 8 апреля в Сочинском округе началось восстание «зеленых».
17 апреля грузины перешли Бзыбь и ударили по передовому отряду белых: Кавказскому офицерскому полку генерала Ушака. Белые отбили атаку, но оказалось, что высоты в тылу заняты зелеными. Войскам пришлось отходить за реку Мзымту с большими потерями. Только 20 апреля высланные из Сочи подкрепления овладели Адлером и Пластунским, базой восстания, после чего движение зеленых пошло на убыль. Грузины дошли до Мзымты, но затем отступили на Мехадырь.

### Стабилизация фронта
Деникин вновь закрыл границу с Грузией и приказал войскам Черноморья перейти в наступление и занять Сочинский и Сухумский округа. Однако, к 3 мая на фронте удалось собрать только 2 800 человек при 13 орудиях. Флот также был слишком слаб для проведения десанта: имевшиеся корабли были заняты обороной керченских позиций.
Эти обстоятельства заставили белого командующего согласиться на просьбу генерала Ч. Бриггса отменить наступление и провести с Грузией переговоры при английском посредничестве. Бриггс встретился в Тифлисе с Н. Н. Жордания и дважды вел переговоры с представителями грузинского правительства, которых предупредил о том, что не следует игнорировать интересы русских, ибо «англичане уйдут, а Россия останется навсегда». Переговоры ни к чему не привели. Грузины категорически отказались отходить с Мехадыри, несмотря на формальные требования со стороны англичан в апреле и июне, так как надеялись, что Парижская мирная конференция установит выгодные для них границы,. По мнению грузинского правительства, территория между Мехадырью и Бзыбью была необходима как буфер против возможных враждебных действий Добровольческой армии.
Линия фронта стабилизировалась на Мехадыри, и до весны 1920 продолжалось затишье, прерываемое время от времени мелкими пограничными столкновениями. С лета 1919 и до весны 1920 белые держали на Черноморском побережье от 2,5 до 6,5 тыс. человек, как для защиты от грузин, так и для противодействия зелёным, которые, по словам Деникина, «состояли неизменно под особливым покровительством Грузии, предоставлявшей приют, помощь и свободу действий возглавлявшим их организациям».
Помимо Сочинского округа Деникин требовал возвращения в состав Черноморской губернии Гагрского участка, который был передан в её состав в 1905 по экономическим соображениям, но в конце 1917 был возвращён Сухумскому округу решением Закавказского комиссариата.

## Грузия и антиденикинское восстание в Чечне и Дагестане
Обеспокоенные продвижением Добровольческой армии на Северном Кавказе, которое не смогли остановить даже англичане, тщетно пытавшиеся запретить Деникину заходить южнее Петровска-Порта, Грузия и Азербайджан 16 июня 1919 заключили оборонительный союз против белых. В коллективном заявлении Грузии, Азербайджана и Горской республики, направленном 20 июня Верховному совету Антанты, отдельно говорилось об угрозе существованию этих государственных образований со стороны добровольцев.
Грузия, также как и Азербайджан, оказывала активную поддержку восстанию против Деникина, начавшемуся в августе 1919 в Чечне и Дагестане, и объединившему под своими знаменами большевиков, исламских фанатиков из Чечни, часть горцев Дагестана, турецких панисламистов и Горское правительство. По мнению Деникина, грузинские политики стремились помочь созданию на Северном Кавказе независимой горской республики, которая могла бы стать буфером между Грузией и Россией.
Грузинское правительство направило, главным образом, в Чечню, оружие, партизанские отряды из пленных красноармейцев, грузинский «легион», несколько десятков офицеров-инструкторов под общим начальством генерала Кереселидзе. Повстанческий меджлис назначил Кереселидзе «верховным главнокомандующим войсками горской республики». Это, впрочем, было чисто формальным назначением, и на самом деле повстанцами командовал Нури-паша.

## Попытки решения конфликта
Представитель Деникина в Грузии генерал Н. Н. Баратов пытался добиться мирного решения конфликта, но его миссия не достигла успеха. Сам Баратов стал жертвой большевистского теракта. 13 сентября, проезжая по улице Тифлиса, взрывом двух бомб был тяжело ранен в ногу, и её пришлось ампутировать.
Нотой от 28 сентября Деникин потребовал у англичан обеспечить ему тыл «без кровопролития, проведя мирным путём все необходимые для меня меры», оставляя, в противном случае, за собой свободу действий.
Так как англичане не помогли, в ноябре Баратов был отозван из Грузии, а сама эта страна подверглась экономической блокаде, что было для неё весьма чувствительным, вследствие случившегося в том году неурожая.
Это, а также спад чеченско-дагестанского восстания, вынудило Грузию умерить свою агрессию и отозвать из Чечни Кереселидзе. Грузины начали зондировать почву для переговоров. Деникин предъявлял только одно требование: очистить Сочинский округ, отведя войска за реку Бзыбь.
Затем грузины взяли паузу, выжидая, чем закончится большевистское наступление, и в январе, когда войска Деникина потерпели поражение и отступили на Дон и Северный Кавказ, а большевики предложили Грузии признать её независимость, тифлисское правительство отложило посылку миссии.
На предложение большевиков о совместных действиях против Деникина, грузинское правительство ответило отказом.

## Грузия и черноморские повстанцы
Восстание зеленых в Черноморье было, в основном, подавлено к октябрю 1919 генералом С. К. Добророльским, однако, 18 ноября в Гагре под покровительством Грузии был собран «Делегатский съезд черноморского крестьянства», на котором был избран «Комитет освобождения» во главе с Самариным-Филипповским и «главный штаб» во главе с Н. В. Вороновичем, который занялся формированием ополчения.
Воспользовавшись тем, что к середине декабря почти все боеспособные войска были переброшены Деникиным на север против наступавшей Красной армии, Воронович собрал в нейтральной полосе отряд в 600 человек и 28 января двинулся на Адлер. На сочинском фронте он был поддержан перешедшим в наступление батальоном грузинской народной гвардии, «от которого официально отреклось грузинское командование».
Таким образом, Грузия вновь попыталась решить сочинский конфликт, используя повстанческое движение, но при этом опасалась переходить к открытой агрессии. Серьёзных последствий эта акция не имела, так как черноморские зеленые в основном ориентировались на большевиков, а Грузию использовали лишь как временного союзника. Кроме того, в марте 1920 Красная армия вышла к границам Черноморской губернии, и грузинам пришлось отказаться от надежды расширить свою территорию за счёт Сочинского округа.

## Итоги и выводы
Деникин надеялся, что Грузия станет союзником против большевиков, а потому открытая враждебность к России и русским, проявленная тифлисским режимом, приводила его в возмущение. Искреннее удивление у белых вызывала наивная вера грузинских политиков в то, что Парижская конференция решит вопрос о независимости их страны и установит выгодные для них границы. Международная конференция не имела полномочий для решения вопросов, относящихся к внутренним делам России и являющихся предметом для двусторонних переговоров между центром (когда там будет восстановлена законная власть) и провозгласившими независимость окраинами. И даже если бы Верховный совет Антанты принял какое-либо решение, никто в России с этим мнением считаться бы не стал, поскольку ни один из боровшихся в Гражданской войне политических режимов на переговоры в Версале допущен не был.
С другой стороны, Деникин отказывался признавать независимость кавказских республик, и только обещал, что будет считаться с ней де-факто, и не станет эти страны оккупировать. Решение же вопросов о независимости, границах и прочем полагал компетенцией Учредительного собрания. Это было вполне в духе политики добровольцев, и с формальной точки зрения являлось законным и справедливым (о чём, в частности, говорил грузинским представителям генерал Бриггс). Однако, существовали вполне резонные опасения, что в случае победы над большевиками Учредительное собрание лишь юридически оформит волю победителей, а раз Деникин в ходе войны отказывался дать гарантии независимости, то можно ли было рассчитывать на то, что он предоставит оную после окончания войны?
Конфронтация оказывалась неизбежной, вследствие негибкой позиции добровольцев с одной стороны, и неразумных территориальных претензий грузин — с другой. Англия же проводила типичную политику двух рук — одновременно поддерживая и белое движение, и его противников, чтобы дать возможность лимитрофам оформить свою государственность до окончания гражданской войны, и, тем самым, ослабить возрождающуюся Россию.